# Hauptstrasse 106
Die Hauptstrasse 106 (französisch Route principale 106) ist eine Hauptstrasse im Schweizer Kanton Genf. Sie bildet einen Abschnitt der historischen, internationalen Route von Genf nach Gex und zum Jurapass Col de la Faucille in Frankreich und ist heute eine Hauptachse der Agglomeration Genf. Die Route verbindet das Stadtzentrum Genfs mit dem Gebiet ONU-Rigot, wo bedeutende internationale Organisationen ihren Sitz haben, und mit dem Grenzübergang zu Frankreich bei Le Grand-Saconnex. In dieser Gemeinde wird sie als Genfer Kantonsstrasse Nr. 7 geführt. Seit 2024 hat die Hauptstrasse im nördlichen Abschnitt einen neuen Verlauf.

## Verlauf
Die Hauptstrasse beginnt seit den 1930er Jahren im  Genfer Stadtquartier Sécheron als nordwestliche Abzweigung von der Rue de Lausanne (Hauptstrasse 1) und trägt dort den Strassennamen Avenue de France. Den gleichen Namen hat auch die von dieser Kreuzung gegen Südosten zum Genfersee führende Strasse. In der Zwischenkriegszeit wurde beim wichtigen Industriegebiet Sécheron eine Überführung über das Gleisfeld an der Bahnstrecke Lausanne–Genf, einen Kilometer nördlich des Bahnhofs Genf-Cornavin, gebaut, um die alte Strasse nach Frankreich, die am Bahnhof Cornavin begann, zu entlasten. Nordwestlich der Brücke über die Bahn passiert die Hauptstrasse das Stadtgebiet, in dem mehrere internationalen Organisationen ihren Hauptsitz haben: Nach der Maison de la paix mit dem Hochschulinstitut für internationale Studien und Entwicklung, dem Hauptsitz des UNHCR (deutsch Hoher Flüchtlingskommissar der Vereinten Nationen) sowie dem Montbrillantgebäude der Internationalen Fernmeldeunion (UIT) erreicht sie den weiten öffentlichen Platz Place des Nations, dessen Fläche sich bis zur benachbarten Avenue de la Paix und nordöstlich davon zum Haupteingang des Palais des Nations (deutsch «Völkerbundpalast»), dem Sitz des Büros der Vereinten Nationen in Genf, erstreckt.
Vom westlichen Rand der Place des Nations an heisst die Hauptstrasse Route de Ferney. Sie führt an der Gebäudegruppe der Weltorganisation für geistiges Eigentum (WIPO), danach im Quartier Le Grand-Morillon an Vertretungen verschiedener Länder beim Genfer UNO-Sitz und am Stadtrand von Genf am Hauptsitz der Hilfsorganisation Ärzte ohne Grenzen vorbei.
Im Gebiet der Gemeinde Le Grand-Saconnex stehen weitere Gebäudegruppen internationaler Organisationen in weitläufigen Parkanlagen neben der Hauptstrasse, so wie der Sitz des Geneva international centre for justice und jener der Europäischen Rundfunkunion. Im Ortszentrum von Le Grand-Saconnex liegt die Strasse unweit von der Messehalle Palexpo, und weiter nördlich verläuft sie neben dem Sitz der Privatuniversität Geneva School of Diplomacy and International Relations.
Neben dem Gelände des Flughafens Genf durchquert die Hauptstrasse einen grossen, von 2018 bis 2024 neu gebauten Verkehrsknoten. In dieser komplizierten Strassenanlage ist sie mit der 1964 gebauten Autobahn A1, der 2024 eröffneten Route des Nations und den Zufahrtsstrecken zum Palexpo und zum Flughafen verbunden.
Die 1,2 Kilometer lange Route des Nations ermöglicht die direkte Verbindung von der Autobahn zu den internationalen Organisationen an der Place des Nations und ersetzt damit teilweise die ältere Route auf der Hauptstrasse 106. Sie wurde als Verlängerung der Avenue de la Paix und der Avenue Appia grösstenteils unterirdisch gebaut und entlastet das Siedlungsgebiet von Le Grand-Saconnex vom Durchgangsverkehr. Das bisherige Trasse der Hauptstrasse 106 (Route de Ferney) wird in der nächsten Zeit zu einer Tramlinie umgebaut. Die Strasse führt teilweise durch das Gebiet der Gemeinde Pregny-Chambésy. Der Tunnel de la Route des Nations ist das grösste Bauwerk der neuen Strecke. An der Verkehrsachse befinden sich grosse Bauwerke weiterer internationaler Einrichtungen, so des Internationalen Roten Kreuzes, der Internationalen Arbeitsorganisation (IAO), der Genfer Niederlassung des Kinderhilfswerks der Vereinten Nationen (UNICEF), der Weltgesundheitsorganisation (WHO), der Internationalen Organisation für Migration und des Gemeinsamen Programms der Vereinten Nationen für HIV/Aids.
Nach dem Kreisel bei Le Grand-Saconnex, wo sie auf die Route des Nations trifft, überquert die Hauptstrasse 106 auf einer 2021 eröffneten 80 Meter langen Schrägseilbrücke, der ersten Brücke dieses Typs im Kanton Genf, die Autobahn. Von der Brücke aus führen Zufahrtsrampen an die Schnellstrasse. Die Länge der neuen Brücke ist bereits für den möglichen späteren Ausbau der Genfer Umfahrungsautobahn auf sechs Spuren ausgerichtet. Vor dem Bau des Flughafens überschritt die alte Landstrasse nördlich von Le Grand-Saconnex den Grenzbach Vengeron auf einer Brücke. Als das Feuchtgebiet mit den Quellen des Baches beim Bau der Landebahn in den 1960er Jahren trockengelegt und planiert wurde, einigten sich die Schweiz und Frankreich darauf, die Landesgrenze am Flughafen etwas nach Norden zu verlegen. Erst nach dem damals gebauten 400 Meter langen Ferneytunnel unter dem Pistensystem überquert die Strasse heute die Grenze und findet dann ihre Fortsetzung in der französischen Departementsstrasse 105. Auf dem Gebiet der französischen Gemeinde Ferney-Voltaire stehen die Anlagen der Zollstation an der Verkehrsachse.

## Öffentlicher Verkehr
Auf der Hauptstrasse verkehren mehrere Strassenbahn- und Buslinien der Transports publics genevois. Eine Busstrecke führt über die Landesgrenze nach Ferney-Voltaire.

## Bilder

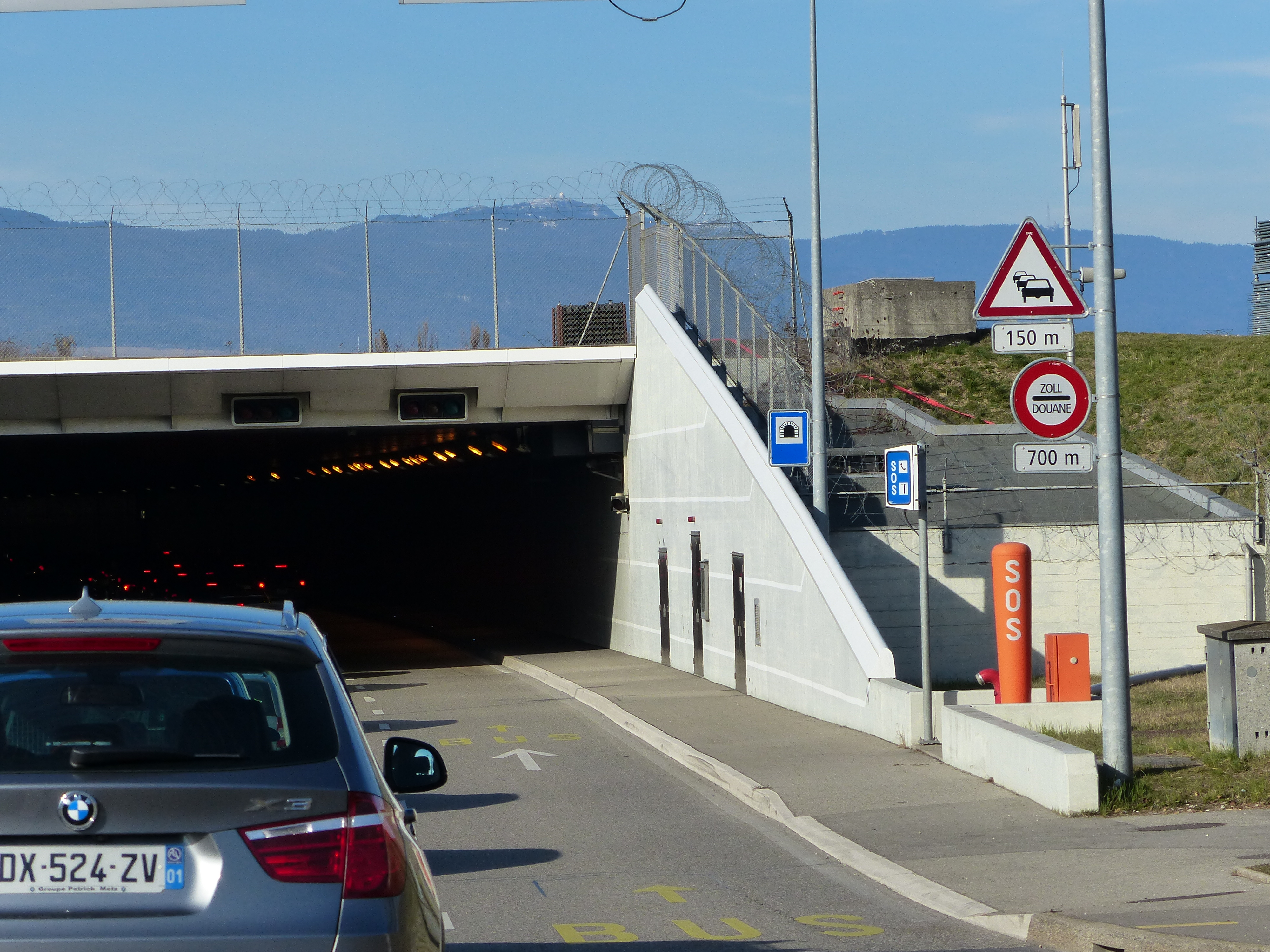
Portal des Flughafentunnels
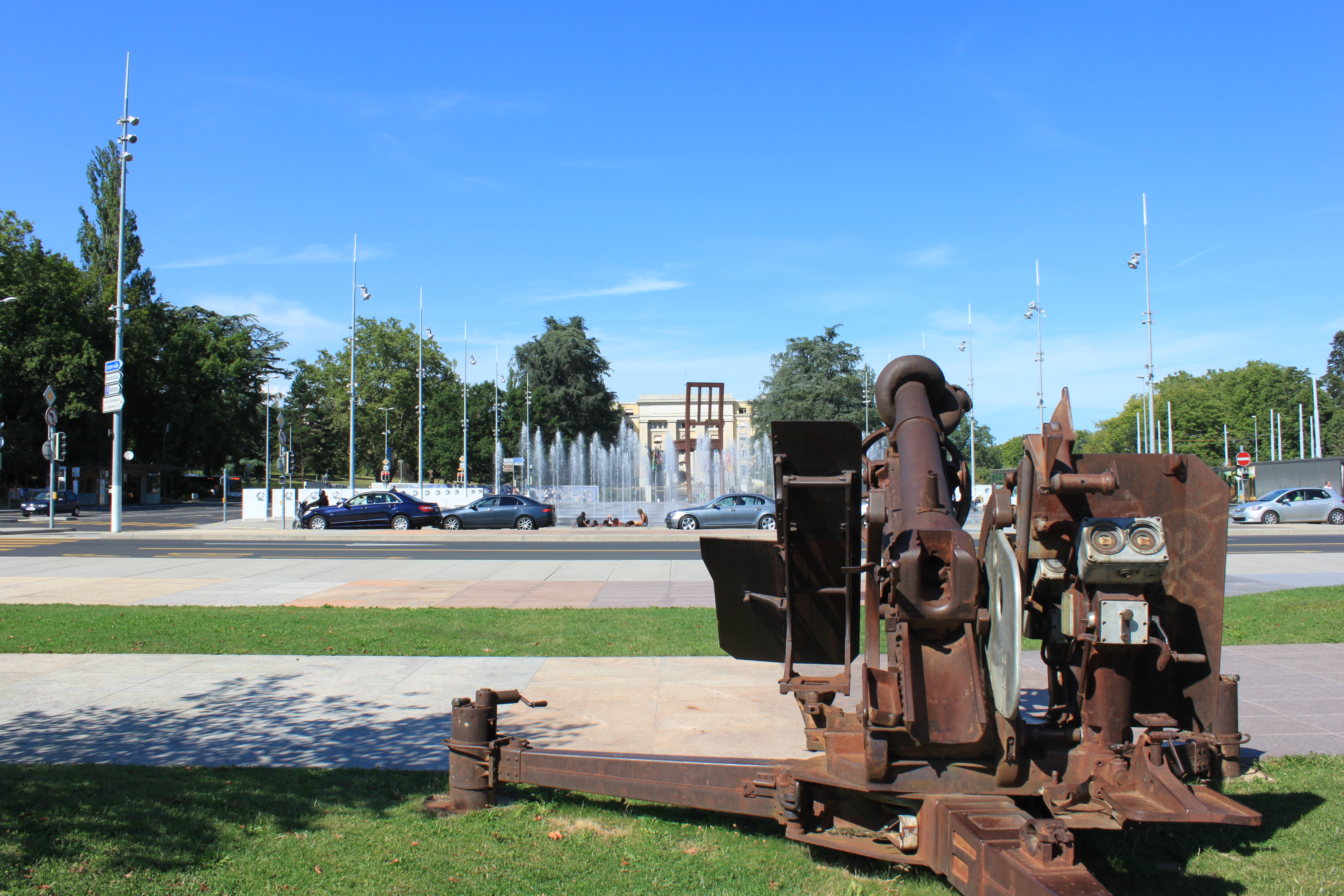
Skulptur «Frieden» am Strassenrand
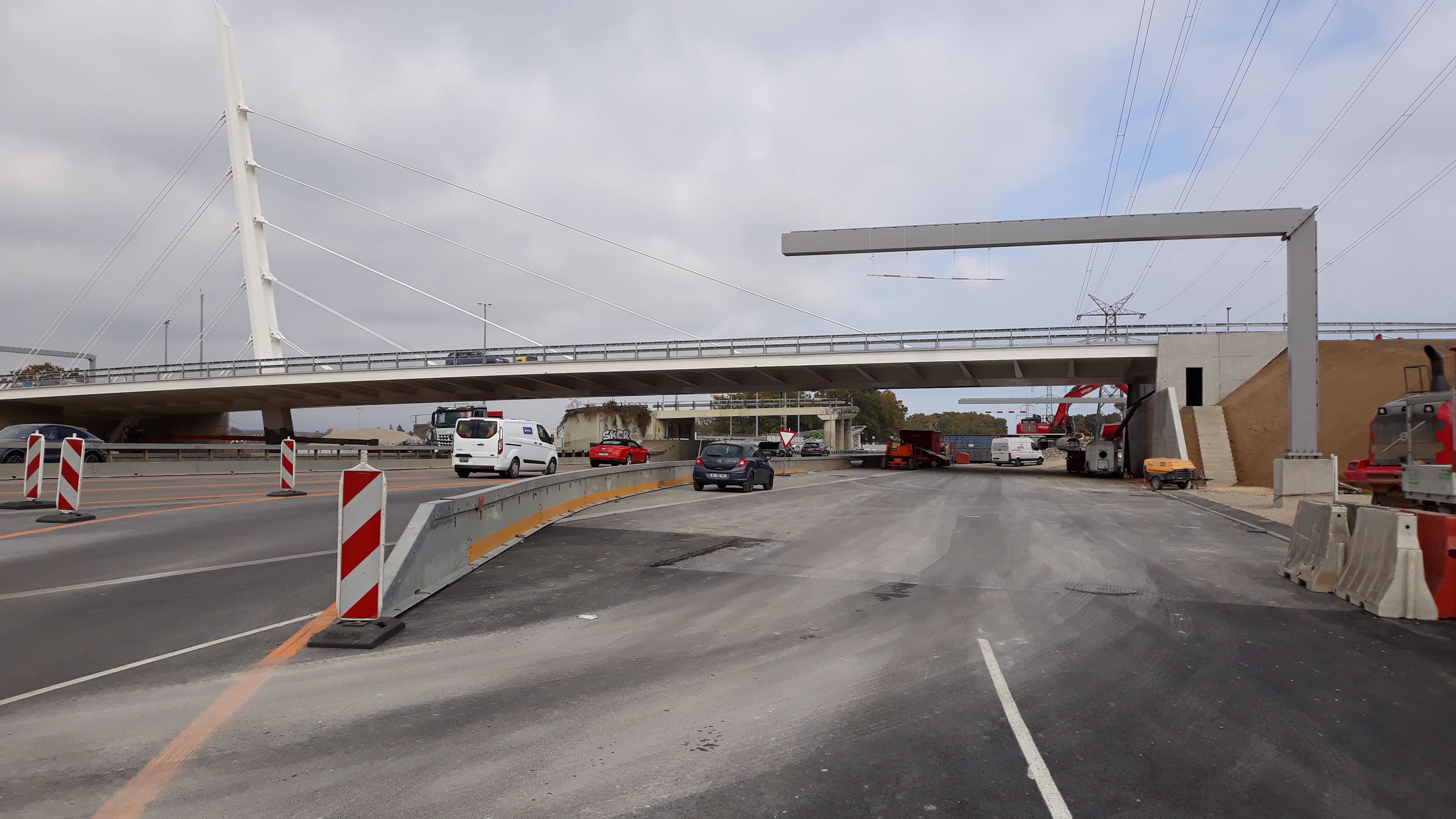
Schrägseilbrücke über die A1 im Bau
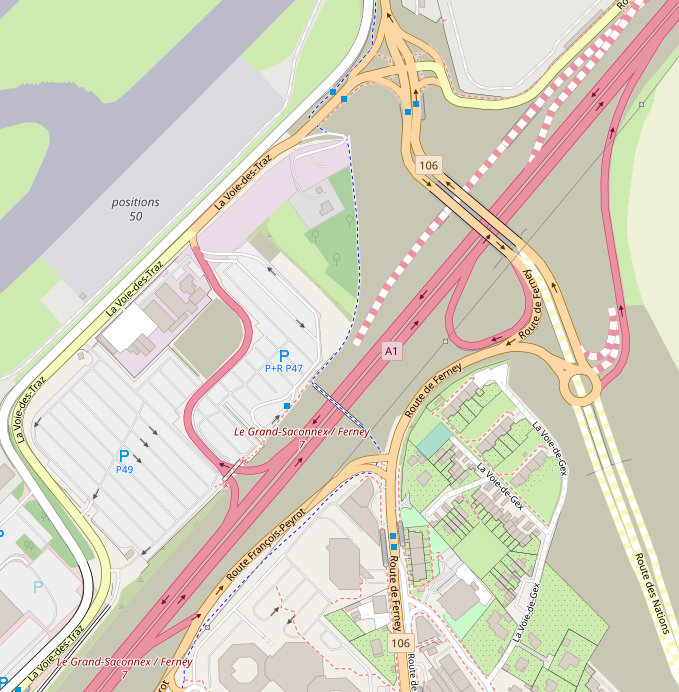
Schema der Verzweigung Le Grand-Saconnex-Ferney
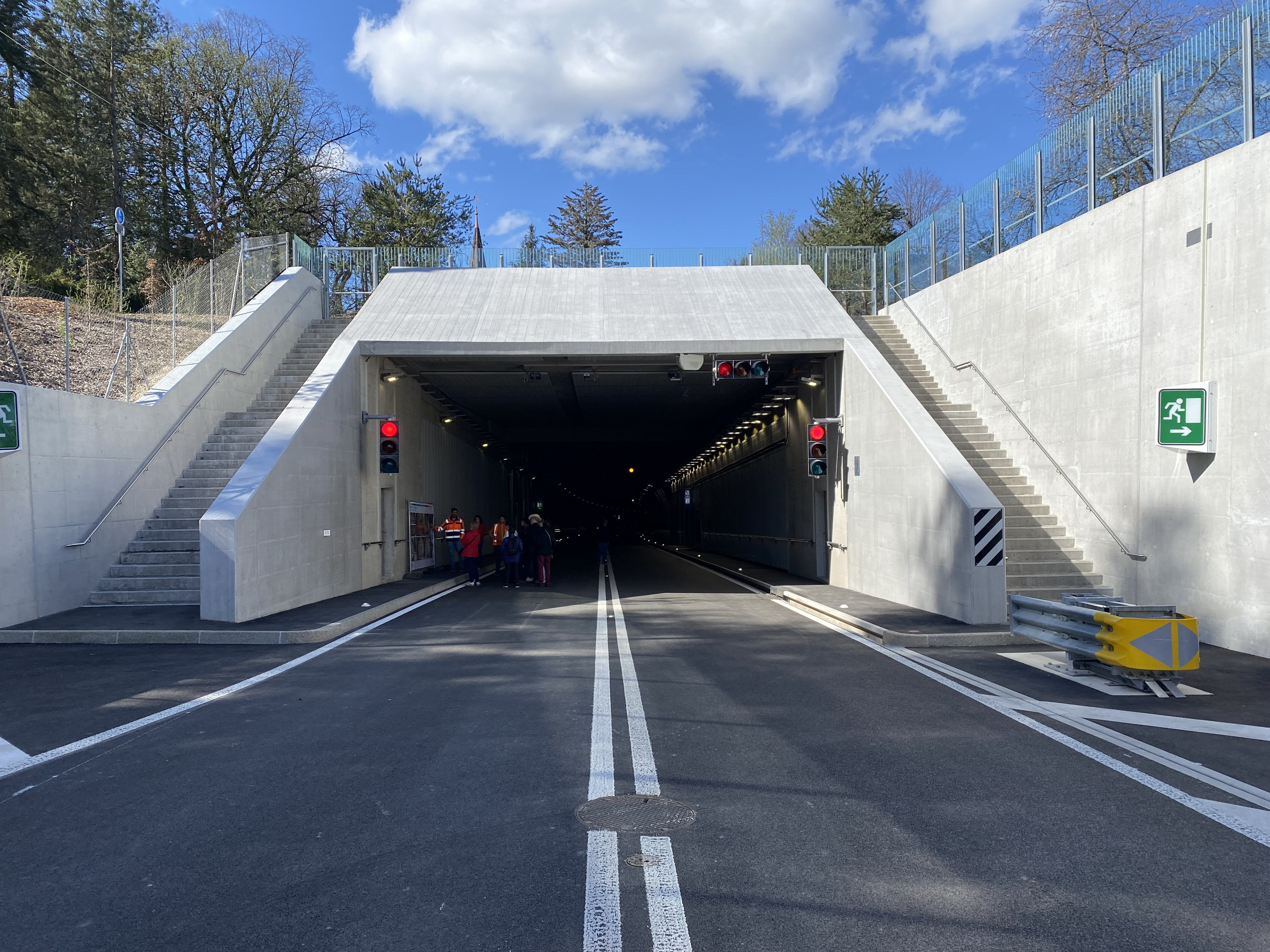
Tunnel der Route des Nations